# Вітні Томпсон
Ві́тні Лі То́мпсон (англ. Whitney Lee Thompson; нар. 26 вересня 1987) — американська фотомодель. Відома своєю перемогою у 10-му сезоні шоу «Топ-модель по-американськи» (англ. America's Next Top Model). Вона стала першою переможницею у цьому шоу розміру «плюс».
До шоу топ модель по американськи Вітні вчилася в Duncan University, Fletcher High School і the University of North Florida і працювала в Chets Creek Elementary School в групі продовженого дня.
Вітні працювала моделлю, три рази з'являлася на обкладинці місцевого журналу Jacksonville Magazine, а в «розмірі +» вона була не завжди, до шоу її вага була меншою.

## Нова топ-модель по-американськи
На шоу топ-модель по-американськи Вітні було нелегко, крім того, що вона була єдиною учасницею розміру +, її постійно критикували судді, вважаючи, що вона грає, не показує своє справжнє обличчя. Тим не менше, її відмінна робота перед камерою вивела Вітні в ряд найкращих учасниць, а судді побачили в дівчині великий потенціал. Першою її викликали після фотосесії, на якій дівчата ілюстрували різні музичні стилі, але і в числі останніх двох вона залишалася 4 рази.
Але кожен раз Вітні знову вставала перед камерою і вражала суддів умінням володіти своїм тілом, красиво представити себе. У підсумку після фінального дефіле, коли дівчина знову показала себе найкращим чином, у суддів не залишилося сумнівів, що вона може стати наступною топ-моделлю Америки.

## Після шоу нова топ-модель Америки
Після шоу топ-модель по-американськи Вітні зробила відмінну кар'єру. Вона отримала всі свої призи — контракти з Elite Model Management і CoverGirl (в рамках останнього вона знімалася в друкованій та телерекламі, а також її фото з'являлося на білборді на Таймс-Сквер), а також 6 сторінок і обкладинку в журналі Seventeen.
Також Вітні знову прикрасила обкладинку Jacksonville Magazine, працювала з журналами In Touch Weekly, Silhouette Catalog, Fashion Bug, Smile Stylist, Supermodels Unlimited, Yahoo Style і Diana Warner Jewelry.
Вона брала участь в модних показах на New York Fashion Week від Saks Fifth Avenue, House of Dereon на Tyra Banks Show, Little in the Middle, Fashion Forward, the Third Annual Elle Boutique and Diana Warner Fashion Show.
Також Вітні працювала з компаніями JCPenney, Metrostyle, а також її інтерв'ю можна побачити в таких передачах і журналах як «Піпл магазін» (англ.-People magazine), «Лайв вайт Рігайс анд Келлі» (англ.-Live with Regis and Kelly), «Ентертеймант тунайт» (англ.-Entertainment Tonight), «Екстра» (англ.-Extra), «Зе біг ідеа вайт Донні Деутч» (англ.-The Big Idea with Donny Deutsch), «Нюс» (англ.-News), «Зе Морнінг шоу вайт Майк анд Джульєт» (англ.-The Morning Show with Mike and Juliet).

## Параметри моделі
1. Зріст — 178 см
2. Вага- 85 кг
3. Об'єми: Груди — 94 см; Талія — 81 см; Стегна — 108 см[2]

## Теперішній час
Зараз Вітні є представником компаній «Смайл-Стиліст» (англ. Smile-Stylist) і «Райгт Файт» (англ. Right Fit.) А MSN назвав її однією з найвпливовіших жінок 2008 року. Вона також бере участь в кампаніях по боротьбі зі СНІДом.
В даний час Вітні працює за контрактом з агентством «Вайхелмайне Моделс Нью-Йорк» (англ. Wilhelmina Models New York)